# Kati (Kenia)
Kati of Central was een provincie van Kenia. De hoofdstad was Nyeri en de provincie had 5 482 239 inwoners (2019). De provincies zijn met de invoering van county's vervallen als bestuurlijke indeling van Kenia.

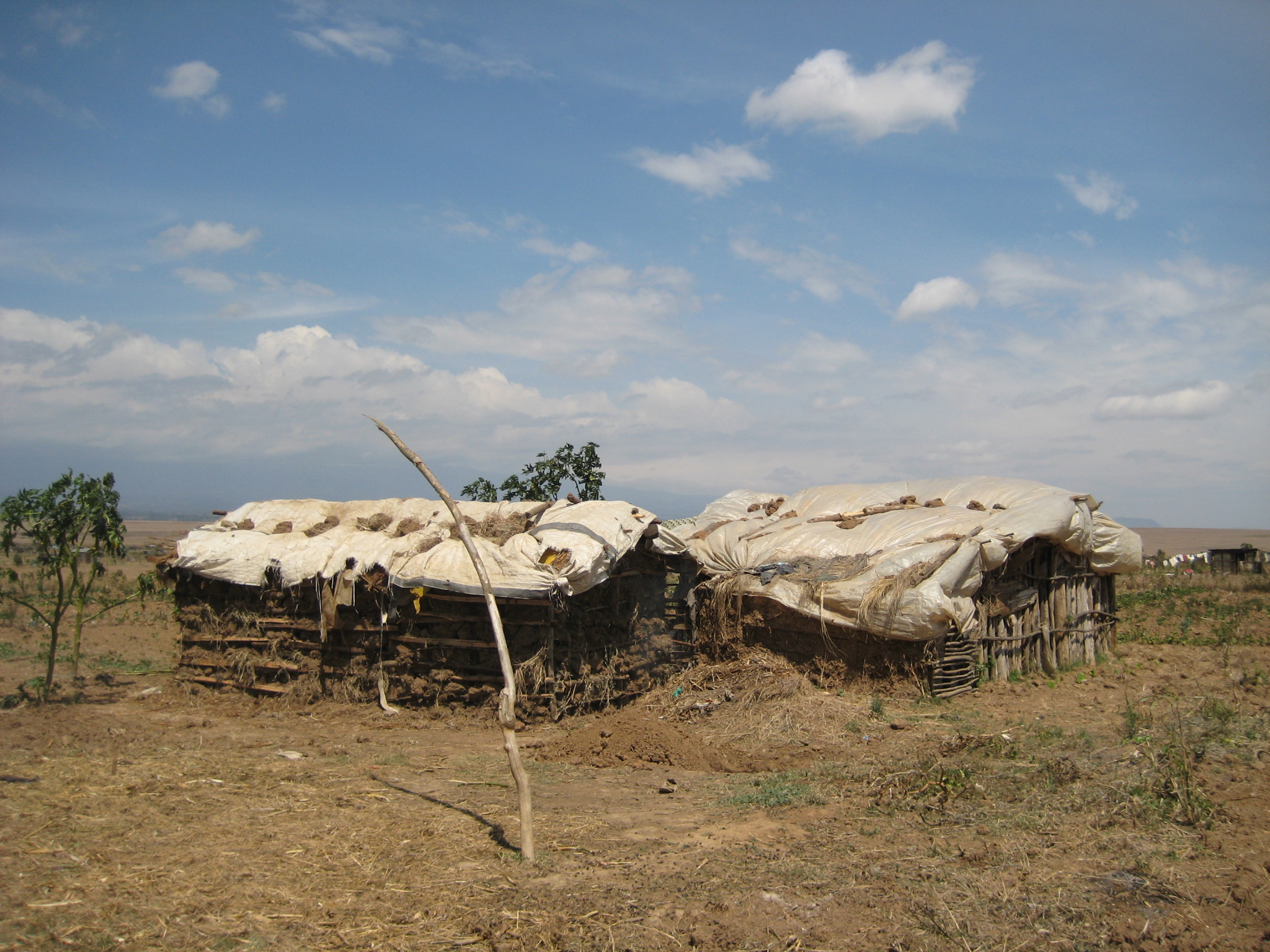
De Solio Ranch

## Geografie
De provincie bestrijkt het gebied rond de stad Nyeri, ten zuidwesten van Mount Kenya. Het ligt ingeklemd tussen de provincies Bonde la Ufa (Rift Valley) en Mashariki (Eastern), en ligt direct ten noorden van de Keniaanse hoofdstad Nairobi.
De temperaturen zijn hier, in verband met de hoogteligging relatief wat lager dan in de rest van Kenia. Nationale parken en natuurreservaten in de provincie zijn het Nationaal park Aberdare en het Nationaal park Mount Kenya.
Naast de hoofdstad Nyeri, zijn ook Thika en Ruiru relatief grote steden.

## Geschiedenis
Gedurende de Britse kolonisatie werd het grootste deel van de provincie beschouwd als onderdeel van de "White Highlands" (Blanke Hooglanden), een gebied die exclusief ten behoeve van de blanke kolonisten was. Dit leidde tot veel politieke activiteit vanuit de plaatselijke gemeenschap. Dit bereikte zijn hoogtepunt in de jaren vijftig met de Mau Mau-opstand, dat ervoor zorg droeg dat over het gebied de noodtoestand werd uitgeroepen en dat vele prominente politieke leiders werden gearresteerd.

## Bevolking
Tussen de officiële volkstellingen van 1979 en 2019 is de bevolking van de voormalige provincie meer dan verdubbeld (zie: onderstaand tabel). Op 24 augustus 2019 woonden er 5 482 239 personen in de provincie, waarvan 2 702 407 mannen, 2 779 584 vrouwen en 248 personen met een intersekseconditie. Van de bevolking leefde 40% in urbane nederzettingen (2 178 226 personen), terwijl 60% in dorpen op het platteland leefde (3 304 013 personen).
| Bevolkingsontwikkeling | Bevolkingsontwikkeling | Bevolkingsontwikkeling | Bevolkingsontwikkeling | Bevolkingsontwikkeling | Bevolkingsontwikkeling |
| ---------------------- | ---------------------- | ---------------------- | ---------------------- | ---------------------- | ---------------------- |
| Jaar                   | 1979                   | 1989                   | 1999                   | 2009                   | 2019                   |
| Bevolking              | 2 345 833              | 3 116 703              | 3 724 159              | 4 383 743              | 5 482 239              |

Van de bevolking was 31,3% tussen de 0 en 14 jaar (1 718 029 personen), gevolgd door 63% in de leeftijdscategorie 15 tot 64 jaar (3 452 213) en 5,7% van 65 jaar of ouder (311 663 personen).

### Etnische groepen
De belangrijkste etnische groepen zijn de Kikuyu, Embu en de Meru.

### Religie
Het christendom is de grootste religie in de provincie. In 2019 was 97,3% van de bevolking christelijk, vooral aanhanger van het protestantisme, het katholicisme en het evangelisme.
| Religieuze samenstelling in 2019 | Religieuze samenstelling in 2019 | Religieuze samenstelling in 2019 | Religieuze samenstelling in 2019 | Religieuze samenstelling in 2019 |
| -------------------------------- | -------------------------------- | -------------------------------- | -------------------------------- | -------------------------------- |
|                                  |                                  |                                  |                                  |                                  |
| Katholieke Kerk                  | Katholieke Kerk                  |                                  | 24,8%                            | 24,8%                            |
| Protestantisme                   | Protestantisme                   |                                  | 37,1%                            | 37,1%                            |
| Evangelische Kerk                | Evangelische Kerk                |                                  | 22,0%                            | 22,0%                            |
| Overige christenen               | Overige christenen               |                                  | 13,4%                            | 13,4%                            |
| Islam                            | Islam                            |                                  | 0,6%                             | 0,6%                             |
| Anders + onbekend                | Anders + onbekend                |                                  | 2,1%                             | 2,1%                             |

## Districten
- Kiambu
- Kirinyaga
- Maragua
- Muranga
- Nyandarua
- Nyeri
- Thika